# Ia Pết
Ia Pết là một xã thuộc huyện Đak Đoa, tỉnh Gia Lai, Việt Nam.
Xã Ia Pết có diện tích 41,17 km², dân số năm 1999 là 4.776 người, mật độ dân số đạt 116 người/km².
Xã Ia Pết là vùng đầu nguồn của sông Ia Pết.